# Sirák fia könyve
Sirák fia könyve a deuterokanonikus könyvek egyike. A katolikus egyház a tridenti zsinaton (1545-63) ünnepélyesen kanonikusnak nyilvánította. A protestáns keresztény irányzatok a deuterokanonikus könyveket apokrifeknek is nevezik.  Bár hosszú időn át csak a görög nyelvű eredetik voltak ismertek, később bebizonyosodott, hogy Sirák fiának könyvét eredetileg héberül írhatták. 1896-ban a kairói zsinagóga egyik tárolójában, ahol elhasznált tekercseket tartottak, felfedezték a könyv öt kézzel másolt töredékét a 11.-12. századból. Ennél régebbi szövegrészek kerültek elő Kumránból 1946-ban. 1964-ben a Masszáda erődben találtak egy hiányos tekercset Sirák fiának könyvéből, ami az erődben magukat elsáncolt zelótáké lehetett. Ezekből a töredékekből a könyv mintegy kétharmadát rekonstruálták.

## A szerző
Sirák így nevezi magát, a görög nyelven írt szövegben: "Jézus, Sirák fia, Eleazár unokája, Jeruzsálemből". A könyv eredetileg héber nyelven keletkezett, a szerző unokája fordította görögre
Az eredeti mű és a fordítások: Szent Jeromos ismerte a héber eredetit, de nem fordította le, hanem a Vetus Latina szövege került a Vulgatába. Ismeretes volt még szír nyelvű fordítás is, hosszú ideig a keresztények csak ezeket használták. Végül 1896-ban a kairói karaita zsinagógában megtalálják az eredeti héber szöveg kétharmadát Kr. u. 11. és 12. századi kéziratokban. A katolikus egyház a görög nyelvűt kanonizálta, mert az a teljes írás. A szaktudósok viszont a héber töredék szövegből indulnak ki és azt egészítik ki a görögből.

## A könyv nevei
A könyv a zsidó hagyományban Ben Szira néven ismert. A latin nyelven beszélő keresztény egyházakban az Ecclesiasticus (Egyházi könyv) nevet adták. Modern szóhasználatban Ben Szirának, vagy a görög Szirák után Sziracidának nevezik.

## A könyv tartalma
- Előszó, bemutatkozás.[3]

Haragja a gonoszt nem teszi igazzá, inkább földre rántja haragjának súlya. A türelmes kitart egy ideig, s ha az eltelt, örömben lesz része. Hallgat, amíg el nem jön a beszéd ideje, bölcsességét aztán sok száj magasztalja
Van, aki hallgat, mert nem tud mit felelni, s van, aki hallgat, mert alkalmas időre vár.
- Tanítás főként a családról és házasságról
- Tanítás a társadalmi életről

Aki bosszút áll, azon bosszút áll az Úr is, kemény számadást tart vele bűneiért. Bocsáss meg a másik embernek, ha vétett, imádkozzál, és neked is megbocsátják vétked.
- Hálaadás Istennek, a bölcsesség keresése[4]